# 15e division de réserve (Empire allemand)
Pour les articles homonymes, voir 15e division d'infanterie.
La 15e division de réserve est une unité de l'armée allemande qui participe à la Première Guerre mondiale. Au déclenchement du conflit, elle forme avec la 16e division de réserve le VIIIe corps de réserve. Elle combat dans les Ardennes avant de poursuivre les troupes françaises jusqu'à la Marne.
À partir de la fin du mois de septembre 1914 jusqu'au mois de juin 1916, la division occupe un secteur du front en Champagne où elle est engagée au printemps et à l'automne 1915 puis un secteur du front sur l'Aisne. Elle intervient ensuite dans la bataille de la Somme. En 1917, la division est déployée en mai vers Arras, puis est transférée sur le front de l'est où elle est engagée dans la dernière offensive russe. En 1918, la division est de retour sur le front de l'ouest où elle ne réalise que des actions défensives. À la fin du conflit, la division est rapatriée en Allemagne et dissoute l'année suivante.

## Première Guerre mondiale

### Composition

#### Mobilisation en 1914 - 1916
- 30e brigade d'infanterie de réserve

25e régiment d'infanterie de réserve
69e régiment d'infanterie de réserve
- 32e brigade d'infanterie de réserve

17e régiment d'infanterie de réserve
30e régiment d'infanterie de réserve
- 5e régiment de uhlans de réserve (3 escadrons)
- 15e régiment d'artillerie de campagne de réserve (6 batteries, puis 8 à partir de 1915)
- 4e compagnie du 8e bataillon de pionniers

#### 1917
- 30e brigade d'infanterie de réserve

17e régiment d'infanterie de réserve
25e régiment d'infanterie de réserve
69e régiment d'infanterie de réserve
- 104e commandement d'artillerie divisionnaire

15e régiment d'artillerie de campagne de réserve (9 batteries)
- 5e régiment de uhlans de réserve (3 escadrons)
- 315e bataillon de pionniers

#### 1918
- 30e brigade d'infanterie de réserve

17e régiment d'infanterie de réserve
25e régiment d'infanterie de réserve
69e régiment d'infanterie de réserve
- 104e commandement d'artillerie divisionnaire

15e régiment d'artillerie de campagne de réserve (9 batteries)
125e bataillon d'artillerie à pied (état-major, 1re, 2e et 3e batteries)
- 8e régiment de cuirassiers (de) (2 escadrons)
- 315e bataillon de pionniers

### Historique
Au déclenchement de la Première Guerre mondiale, la 15e division de réserve forme avec la 16e division de réserve le VIIIe corps d'armée de réserve rattaché à la IVe armée allemande.

#### 1914
- 2 - 19 août : concentration de la division le long de la frontière entre l'Allemagne et le Luxembourg.
- 19 - 25 août : franchissement de la frontière, la division entre ensuite en Belgique. À partir du 21 août engagée dans la Bataille des Ardennes, violents combats autour de Maissin et de Paliseul avec de fortes pertes[1].
- 26 - 27 août : franchissement de la Meuse dans la région de Sedan.
- 27 août - 5 septembre : poursuite des troupes françaises par Le Chesne, Vouziers et Tahure. la division atteint le canal de la Marne au Rhin vers Vitry-le-François.
- 5 - 9 septembre : engagée dans la bataille de la Marne, (bataille de Vitry) vers Brusson et Dompremy.
- 9 - 27 septembre : repli de la division par Suippes, Servont, Binarville et Massiges[1].
- 28 septembre - 31 décembre : occupation d'un secteur du front dans la région au nord de Massiges.

#### 1915
- 1er janvier - 21 février : occupation d'un secteur au nord de Massiges, actions locales vers Perthes-lès-Hurlus, Souain et ferme de Beauséjour.
- 21 février - 20 mars : engagée dans la première bataille de Champagne, combats violents avec de fortes pertes[n 1].
- 20 mars - 20 septembre : occupation d'un secteur du front dans le secteur au nord de Massiges.
- 20 septembre - 1er octobre : les éléments de la division sont répartis dans la division Liebert pour les 17e et 69e régiments de réserve et dans la division Ditfurth pour les 25e et 30e régiments de réserve. Ces deux nouvelles unités sont engagées dans la bataille de Champagne d'automne, combats vers Tahure, à l'est de Sommepy[1].
- 1er - 8 octobre : retrait du front, repos et réorganisation.
- 9 octobre 1915 - 30 juin 1916 : mouvement vers l'Aisne, occupation d'un secteur entre Vailly-sur-Aisne et le canal de l'Oise à l'Aisne ; puis dans le secteur Chavonne, Soupir au sud de Braye-en-Laonnois.

#### 1916
- 30 juin - août : plusieurs éléments sont détachés de la division et engagée dans la bataille de la Somme, combat les 2 et 3 juillet vers Flaucourt, le bois d'Hem et au début du mois d'août dans le secteur de Vermandovillers.
- août : les éléments détachés sont de retour dans leur unité d'origine.
- 5 septembre - 15 décembre : les 17e et 30e régiments de réserve sont à nouveau transférés sur le front de la Somme. Ils forment la 32e brigade d'infanterie, temporairement rattachée à la 35e division d'infanterie. Ils occupent un secteur du front vers Estrées et Ablaincourt. À partir du mois d'octobre, la division est reconstituée et occupe un secteur vers Fouquescourt, au nord d'Andechy[1].
- 15 décembre 1916 - janvier 1917 : retrait du front, repos et reconstitution.

#### 1917
- janvier - 15 mars : mouvement vers le front, occupation d'un secteur du front vers Fouquescourt.
- 15 - 30 mars : engagée dans le repli stratégique allemand lors de l'opération Alberich par Ercheu, Moyencourt le 17 mars, Ham le 19 mars[2].
- 30 mars - avril : retrait du front, repos dans la région de Maubeuge.
- 2 - 10 mai : mouvement vers le front, engagée dans la bataille d'Arras dans le secteur de Fresnoy-en-Gohelle.
- 10 - 28 mai : retrait du front, repos. À partir du 21 mai, transport par V.F. sur le front de l'est en Galicie.
- 28 mai - 1er juillet : occupation d'un secteur du front dans la région de Berejany.
- 1er juillet - 29 août : engagée dans l'offensive Kerenski, puis dans la contre-attaque repoussant les troupes russes. Combats violents avec de lourdes pertes autour de Houssiatyn.
- 29 août - 7 décembre : après quelques jours de repos, la division occupe un secteur du front le long de la Zbroutch et de la Siret.
- 7 - 19 décembre : retrait du front, concentration et repos.
- 20 décembre 1917 - 7 janvier 1918 : transport par V.F. sur le front de l'ouest par Brest-Litovsk, Varsovie, Halle, Francfort-sur-le-Main, Sarrebourg, Thionville, Sedan pour atteindre Dun-sur-Meuse[2].

#### 1918
- 7 janvier - 15 avril : mouvement vers le front dans la région de Verdun, alternance de période d'occupation des lignes du front et d'instruction pour la guerre de mouvement.
- 15 avril - 2 mai : retrait du front, concentration et transport par V.F. à partir du 23 avril par Stenay, Givet, Dinant, Namur, Charleroi, Braine-le-Comte, Ath pour atteindre la région de Tournai[2].
- 2 mai - 30 juin : mouvement vers le front, occupation d'un secteur du front dans la région de Saint-Venant. La division est relevée par la 23e division de réserve[2].
- 30 juin - 11 juillet : retrait du front, repos.
- 11 juillet - 9 octobre : mouvement vers le front, occupation d'un secteur au sud-ouest d'Oppy, puis vers Gavrelle et Arleux-en-Gohelle.
- 9 - 12 octobre : relevée par la 187e division d'infanterie[2], retrait du front repos.
- 12 - 30 octobre : mouvement vers le front pour renforcer la ligne vers Bohain-en-Vermandois, puis à l'est de Wassigny.
- 30 octobre - 6 novembre : retrait du front, repos.
- 6 - 11 novembre : mouvement vers le front, occupation d'un secteur vers Limont-Fontaine et Obrechies. Après la signature de l'armistice, la division est transportée en Allemagne où elle est dissoute au cours de l'année 1919.

## Chefs de corps
| Grade                  | Nom                       | Date                                |
| ---------------------- | ------------------------- | ----------------------------------- |
| Generalmajor           | Eberhard von Kurowski     | 2 août - 11 septembre 1914          |
| Generalmajor           | Artur von Eisenhart-Rothe | 12 septembre 1914 - 13 janvier 1915 |
| General der Infanterie | Eduard von Liebert        | 14 janvier 1915 - 24 janvier 1917   |
| Generalleutnant        | Leo Limburg               | 25 février 1917 - 17 janvier 1918   |
| Generalleutnant        | Paul Wilhelm Hucke        | 18 janvier 1918 - 7 janvier 1919    |